# Bagisara albicosta
Bagisara albicosta là một loài bướm đêm trong họ Noctuidae.